# Marie Caze
 (février 2025).
Si vous disposez d'ouvrages ou d'articles de référence ou si vous connaissez des sites web de qualité traitant du thème abordé ici, merci de compléter l'article en donnant les références utiles à sa vérifiabilité et en les liant à la section « Notes et références ».
Pour les articles homonymes, voir Caze.
Marie Caze, est probablement née en 1651 à Madagascar dans le pays d'Anosy. Ce pays est au sud-est de Madagascar, là où les français avaient installé en 1643 leur premier comptoir "Fort Dauphin". Marie est décédée le 11 février 1735 à Ste Suzanne sur l'île Bourbon. Elle est l'une des trois premières habitantes de cette île française du sud-ouest de l'océan Indien aujourd'hui La Réunion depuis 1793. 
Marie Caze est arrivée à l'île Bourbon le 14 novembre 1663 comme "esclave de la Compagnie" sur le Saint-Charles, un navire de la Compagnie des Indes, en provenance de Fort Dauphin. L'île était alors inhabitée. Douze personnes y ont débarqué sur la plage du futur Saint Paul. Puis le navire est reparti pour la France (ou l'Inde), laissant les douze colons seuls sur l'île. Il y avait deux français dont Louis Payen le chef d'expédition, et dix malgaches dont trois femmes. Ces jeunes femmes étaient Marie Caze et ses deux sœurs aînées Anne et Marguerite (certains historiens avancent le nom d'Anne Finna plutôt qu'Anne Caze). Les trois sœurs sont les premières femmes à avoir touché le sol de l'île Bourbon, future Réunion.
Quelque temps plus tard, on ne sait pas quand, Marie a épousé Jean Mousse, lui aussi esclave de la Compagnie et l'un des sept hommes malgaches débarqués avec elle. De leur union naît le 14 avril 1668 une fille, Anne Mousse, la première fille née sur l'île, puis, en 1674, sa sœur cadette Cécile Mousse. Marie et Jean ont été un des tous premiers couples de l'île, voire le premier. Les deux sœurs de Marie, Anne et Marguerite ont elles aussi été mariées, ont eu des enfants mais leurs descendances se sont rapidement arrêtées. A cette époque, sur les îles, les conditions sanitaires étaient très dures, la mortalité infantile considérable et beaucoup de gens mouraient très jeunes. D'autres femmes ont aussi débarquées peu de temps après. Mais Marie reste la première à avoir eu une descendance sur l'île. Descendance devenue immense aujourd'hui. 
Puis, avant 1690, Jean Mousse décède. Marie Caze épouse en secondes noces le Français Michel Frémont. A cette époque à Bourbon, les femmes étaient moins nombreuses que les hommes et vivaient plus longtemps qu'eux. Elle se remariaient souvent plusieurs fois. Michel Frémont était natif de Vire en Normandie. Ancien soldat il a du arriver sur l'île avec le navire Saint-François-d'Assise en novembre 1686. Ce nouveau mariage de Marie avec un libre éteignit sa condition servile. Le 24 mars 1697 le commandant Bastide accorda à Michel Frémont une concession à Sainte Marie qu'il cultiva avec son épouse. Il mourut sans enfants entre 1698 et 1704. Marie Frémont-Mousse-Caze, veuve une seconde fois ne se remaria pas. Aidée de "quelques noirs esclaves" elle s'adonna à l'élevage et la culture.
Antoine Boucher, gouverneur de Bourbon à partir de 1723, fit dans ses mémoires la description de presque tous les habitants de l'île à l'époque. Extrêmement caustique sur la plupart de ses concitoyens, Boucher fait une exception notable pour Marie: "Marie Caze est une Négresse de Madagascar qui a autrefois été "Esclave de la Compagnie". Elle est veuve de Michel Frémont. Âgée de 55 ans, elle vit d'une grande sagesse, fort dévote, et assidue au service divin. Cette femme vit fort a son aise, et à l'aide d'un seul noir qu'elle a elle cultive plus de terre que bien d'autres ne font avec un plus grand nombre. Celle qu'elle possède est à Ste Marie, où elle demeure, l'espace qu'elle y a, est considérable, elle n'est pas en pouvoir de la cultiver toute, elle élève des bestiaux, dont la quantité est de 3 bœufs, 25 cochons, 40 cabris, et 1cheval. Je lui crois tout au plus 150 écus d'argent comptant."
En 1729 lorsque Domingue Ferrère, époux de Anne Mousse donc gendre de Marie Caze, eut construit au cap Sainte Marie, une chapelle dédiée à Sainte Anne, et décidé, avec son épouse mourante, d'en faire un centre paroissial complet, "Marie Caze veuve Frémont âgée de 80 ans, malade de corps et saine d'esprit", donna par acte notarié du 25 mars 1733, "un noir nommé Laveine, malgache, pour desservir le chapelain de ladite chapelle". En retour, le préfet apostolique accorda à Marie "après sa mort, la sépulture dans ladite chapelle". Deux ans après Marie Caze s'éteignit et fut inhumée dans la chapelle du cap Sainte Marie. 
Marie Caze était probablement une personne courageuse, dynamique, intelligente et qui savait protéger les siens malgré les immenses difficultés auxquelles elle a été confrontée tout le long de sa vie.